# Vals (musik)

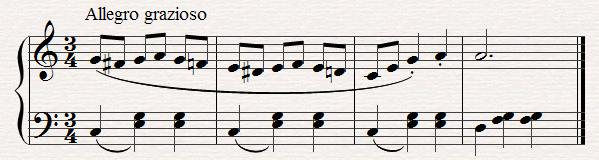
Ett stycke från Johann Strauss' vals Läderlappen

Vals (på tyska: Walzer) är musik i 3/4-takt, ursprungligen från Sydtyskland. Den fick stor spridning i Europa under 1800-talet och förekommer både som klassisk musik (familjen Strauss) och som folkdans/folkmusik, bland annat i Sverige och Tyskland. En vals är typiskt ett ackord per takt. Ackompanjemanget är ofta associerat med att spela roten av ackordet en gång och sedan 
de återstående noterna i ackordet två gånger (se bild till höger).